# NGC 1313
NGC 1313 é uma galáxia espiral na direção da constelação de Reticulum. O objeto foi descoberto pelo astrônomo James Dunlop em 1826, usando um telescópio refletor com abertura de 9 polegadas. Devido a sua moderada magnitude aparente (+9,23), é visível apenas com telescópios amadores ou com equipamentos superiores. 